# Ура-Губа
Ура-Губа (рос. Ура-Губа) — село у Кольському районі Мурманської області Російської Федерації.
Населення становить 418 осіб. Орган місцевого самоврядування — Ура-Губське сільське поселення .

## Населення
| 1939 | 2002 | 2010 | 2012 | 2013 | 2014 | 2015 |
| ---- | ---- | ---- | ---- | ---- | ---- | ---- |
| 627  | ↗747 | ↘517 | ↘508 | ↘481 | ↘469 | ↘460 |
| 2016 | 2017 | 2018 | 2019 |      |      |      |
| ↘451 | ↘431 | ↘424 | ↘418 |      |      |      |